# Наїзник з Кабарди
«Вершник з Кабарди» — радянський художній фільм 1939 року, знятий режисером Миколою Лебедєвим на кіностудії «Ленфільм».

## Сюжет
Історія про те, як хлопці кабардинського аулу допомагають дорослим виростити прудконогих скакунів.

## У ролях
- Георгій Єремєєв — Андулах, батько
- Тамара Глєбова — Фатімат, мати
- Юлій Лакоткін — Муссабі, син
- Тимофій Ремізов — Хазір, брат Муссабі
- Любов Шах — Нальжан, зоотехнік
- Олександр Полибін — голова колгоспу
- Костянтин Злобін — ветлікар
- Ілля Орлов — Хатау, конюх
- Микола Мічурін — епізод
- Євгенія Пирялова — вчителька
- Петро Нікашин — диктор на іподромі

## Знімальна група
- Режисер — Микола Лебедєв
- Сценарист — Олександр Попов
- Оператор — Віталій Чулков
- Композитор — Віктор Томілін
- Художник — Володимир Покровський